# AZS Olsztyn w sezonie 2015/2016

## Transfery

### Przyszli
| Imię i nazwisko      | Poprzedni klub                           |
| -------------------- | ---------------------------------------- |
| Krzysztof Bieńkowski | AZS Politechnika Warszawska              |
| Bram Van den Dries   | Maliye Milli Piyango                     |
| Michał Głowacki      | AZS Politechnika Warszawska (Młoda Liga) |
| Hubert Jankuniec     | AZS Olsztyn (Młoda Liga)                 |
| Thomas Koelewijn     | Arago de Sète                            |
| Tomasz Koziatek      | AZS Olsztyn (Młoda Liga)                 |
| Maciej Ostaszyk      | UKS Centrum Augustów?                    |
| Filip Stoilović      | Crvena zvezda Belgrad                    |
| Piotr Szostek        | AZS Olsztyn (Młoda Liga)                 |
| Marcin Waliński      | Łuczniczka Bydgoszcz                     |
| Paweł Woicki         | Łuczniczka Bydgoszcz                     |
| Leszek Wójcik        | AZS Olsztyn (Młoda Liga)                 |
| Jakub Zabłocki       | KPS Siedlce                              |
| w trakcie sezonu     |                                          |
| Mikko Oivanen        | Pajkan Teheran                           |

### Odeszli
| Imię i nazwisko    | Lata gry w klubie       | Nowy klub           |
| ------------------ | ----------------------- | ------------------- |
| Jakub Bik          | 2014 – 2015             | AZS Częstochowa     |
| Lévi Alves Cabral  | 2014 – 2015             | Fenerbahçe          |
| Piotr Hain         | 2010 – 2015             | Jastrzębski Węgiel  |
| Piotr Łuka         | 2013 – 2015             | AZS PWSZ Stal Nysa  |
| František Ogurčák  | 2014 – 2015             | Olympiakos SFP      |
| Grzegorz Szymański | 2007 – 2009 2013 – 2015 | Effector Kielce     |
| Juraj Zaťko        | 2014 – 2015             | VK Ekonóm SPU Nitra |

## Drużyna

### Sztab
| Pierwszy trener | Andrea Gardini       |
| Drugi trener    | Piotr Poskrobko      |
| Fizjoterapeuta  | Paweł Ciesiun        |
| Lekarz          | Wojciech Remiszewski |
| Statystyk       | Piotr Świniarski     |

### Zawodnicy
| Nr | Imię i nazwisko      | Data ur.   | Wzrost | Pozycja      |
| -- | -------------------- | ---------- | ------ | ------------ |
| 1  | Marcin Waliński      | 24.10.1990 | 196    | przyjmujący  |
| 2  | Bram Van den Dries   | 14.08.1989 | 206    | atakujący    |
| 2  | Mikko Oivanen        | 26.05.1986 | 198    | atakujący    |
| 3  | Maciej Ostaszyk      | 22.12.1995 | 199    | środkowy     |
| 4  | Piotr Szostek        | 28.07.1997 | 193    | atakujący    |
| 5  | Miłosz Zniszczoł     | 02.07.1986 | 200    | środkowy     |
| 6  | Filip Stoilović      | 11.10.1992 | 195    | przyjmujący  |
| 7  | Bartosz Bednorz      | 25.07.1994 | 201    | przyjmujący  |
| 8  | Krzysztof Gulak      | 29.08.1996 | 196    | przyjmujący  |
| 9  | Paweł Adamajtis      | 30.08.1990 | 198    | atakujący    |
| 10 | Michał Głowacki      | 08.02.1996 | 190    | rozgrywający |
| 11 | Maciej Zajder        | 31.01.1988 | 202    | środkowy     |
| 12 | Paweł Woicki         | 29.06.1983 | 183    | rozgrywający |
| 13 | Krzysztof Bieńkowski | 19.06.1995 | 198    | rozgrywający |
| 14 | Michał Potera        | 06.03.1988 | 183    | libero       |
| 15 | Thomas Koelewijn     | 18.12.1988 | 207    | środkowy     |
| 16 | Hubert Jankuniec     | 11.06.1997 | 185    | rozgrywający |
| 17 | Jakub Zabłocki       | 10.04.1995 | 188    | libero       |
| 18 | Leszek Wójcik        | 06.11.1996 | 195    | przyjmujący  |
| 19 | Tomasz Koziatek      | 26.02.1997 | 199    | środkowy     |

## Mecze w PlusLidze

### Faza zasadnicza

#### Wyniki spotkań
| 02.11.2015 | Indykpol AZS Olsztyn | 3:1 (25:23, 23:25, 25:17, 25:21) | Łuczniczka Bydgoszcz | Hala Urania, Olsztyn                                                                   |  |
| 20:30      | Wyjściowe ustawienie: Bartosz Bednorz 25 pkt Bram Van den Dries 24 pkt Thomas Koelewijn 13 pkt Filip Stoilović 8 pkt Miłosz Zniszczoł 5 pkt Paweł Woicki 0 pkt Michał Potera (L) Zmiany: Krzysztof Bieńkowski 0 pkt | statystyki                       | Wyjściowe ustawienie: 16 pkt Bartosz Krzysiek 10 pkt Wojciech Ferens 10 pkt Michał Ruciak 7 pkt Wojciech Jurkiewicz 3 pkt Grzegorz Kosok 3 pkt Murilo Radke (L) Michał Żurek Zmiany: 6 pkt Dawid Murek 2 pkt Jan Nowakowski 2 pkt Łukasz Wiese 2 pkt Nikodem Wolański | Sędzia I: Piotr Skowroński Sędzia II: Marek Heyducki Widzów: 1400 MVP: Bartosz Bednorz |  |

| 07.11.2015 | Jastrzębski Węgiel | 3:2 (19:25, 25:22, 25:21, 23:25, 16:14) | Indykpol AZS Olsztyn | Hala WS, Jastrzębie-Zdrój                                                             |  |
| 20:00      | Wyjściowe ustawienie: Jason De Rocco 16 pkt Maciej Muzaj 13 pkt Damian Boruch 8 pkt Michal Masný 5 pkt Wojciech Sobala 5 pkt Toontje Van Lankvelt 0 pkt Jakub Popiwczak (L) Zmiany: Patryk Strzeżek 14 pkt Aleksander Szafranowicz 7 pkt Konrad Formela 1 pkt Radosław Gil 0 pkt Adrian Mihułka (L) | statystyki                              | Wyjściowe ustawienie: 28 pkt Bram Van den Dries 17 pkt Bartosz Bednorz 10 pkt Thomas Koelewijn 10 pkt Miłosz Zniszczoł 4 pkt Filip Stoilović 1 pkt Paweł Woicki (L) Michał Potera Zmiany: 3 pkt Marcin Waliński 0 pkt Krzysztof Bieńkowski | Sędzia I: Jarosław Makowski Sędzia II: Katarzyna Sokół Widzów: 1800 MVP: Michal Masný |  |

| 10.11.2015 | Cuprum Lubin | 3:0 (25:18, 25:18, 27:25) | Indykpol AZS Olsztyn | Hala WS, Lubin                                                                             |  |
| 18:00      | Wyjściowe ustawienie: Wojciech Włodarczyk 13 pkt Mateusz Malinowski 11 pkt Marcus Böhme 9 pkt Marcin Możdżonek 9 pkt Keith Pupart 9 pkt Grzegorz Łomacz 0 pkt Paweł Rusek (L) Zmiany: Maciej Gorzkiewicz 0 pkt Dawid Gunia 0 pkt Szymon Romać 0 pkt | statystyki                | Wyjściowe ustawienie: 13 pkt Bram Van den Dries 8 pkt Bartosz Bednorz 7 pkt Thomas Koelewijn 7 pkt Filip Stoilović 2 pkt Miłosz Zniszczoł 0 pkt Paweł Woicki (L) Michał Potera Zmiany: 4 pkt Marcin Waliński 4 pkt Maciej Zajder 2 pkt Paweł Adamajtis 0 pkt Krzysztof Bieńkowski | Sędzia I: Jacek Litwin Sędzia II: Maciej Kolendowski Widzów: 1960 MVP: Wojciech Włodarczyk |  |

| 14.11.2015 | Indykpol AZS Olsztyn | 3:2 (17:25, 21:25, 25:19, 27:25, 18:16) | AZS Politechnika Warszawska | Hala Urania, Olsztyn                                                                   |  |
| 20:30      | Wyjściowe ustawienie: Bartosz Bednorz 21 pkt Bram Van den Dries 15 pkt Maciej Zajder 12 pkt Thomas Koelewijn 3 pkt Filip Stoilović 3 pkt Paweł Woicki 3 pkt Michał Potera (L) Zmiany: Marcin Waliński 12 pkt Miłosz Zniszczoł 6 pkt Krzysztof Bieńkowski 1 pkt Krzysztof Gulak 0 pkt | statystyki                              | Wyjściowe ustawienie: 22 pkt Michał Filip 15 pkt Waldemar Świrydowicz 12 pkt Łukasz Łapszyński 12 pkt Guillaume Samica 9 pkt Bartłomiej Lemański 3 pkt Paweł Zagumny (L) Maciej Olenderek Zmiany: 3 pkt Paweł Mikołajczak 1 pkt Paweł Halaba 0 pkt Jakub Radomski | Sędzia I: Waldemar Niemczura Sędzia II: Marek Lagierski Widzów: 1800 MVP: Paweł Woicki |  |

| 21.11.2015 | Cerrad Czarni Radom | 3:0 (25:15, 25:23, 25:20) | Indykpol AZS Olsztyn | Hala MOSiR, Radom                                                                       |  |
| 14:45      | Wyjściowe ustawienie: Artur Szalpuk 18 pkt Wojciech Żaliński 17 pkt Bartłomiej Bołądź 10 pkt Daniel Pliński 6 pkt Michał Ostrowski 4 pkt Lukas Kampa 1 pkt Neven Majstorović (L) Zmiany: Patryk Szczurek 0 pkt | statystyki                | Wyjściowe ustawienie: 13 pkt Bram Van den Dries 11 pkt Bartosz Bednorz 7 pkt Thomas Koelewijn 5 pkt Marcin Waliński 3 pkt Maciej Zajder 0 pkt Paweł Woicki (L) Michał Potera Zmiany: 1 pkt Filip Stoilović 0 pkt Krzysztof Bieńkowski 0 pkt Miłosz Zniszczoł | Sędzia I: Andrzej Kuchna Sędzia II: Marek Lagierski Widzów: 1400 MVP: Wojciech Żaliński |  |

| 25.11.2015 | AZS Częstochowa | 0:3 (23:25, 18:25, 22:25) | Indykpol AZS Olsztyn | Hala sportowa, Częstochowa                                                           |  |
| 18:30      | Wyjściowe ustawienie: Rafał Szymura 14 pkt Bartłomiej Lipiński 9 pkt Stanisław Wawrzyńczyk 9 pkt Łukasz Polański 6 pkt Rafael Redwitz 3 pkt Bartosz Buniak 2 pkt Adrian Stańczak (L) Zmiany: Kacper Stelmach 3 pkt Michał Szalacha 2 pkt Tomasz Kowalski 1 pkt | statystyki                | Wyjściowe ustawienie: 20 pkt Bartosz Bednorz 14 pkt Bram Van den Dries 9 pkt Filip Stoilović 7 pkt Thomas Koelewijn 5 pkt Maciej Zajder 2 pkt Paweł Woicki (L) Michał Potera Zmiany: 0 pkt Krzysztof Bieńkowski 0 pkt Miłosz Zniszczoł | Sędzia I: Zbigniew Wolski Sędzia II: Jacek Broński Widzów: 1100 MVP: Bartosz Bednorz |  |

| 28.11.2015 | Indykpol AZS Olsztyn | 3:0 (25:20, 25:14, 25:17) | MKS Będzin | Hala Urania, Olsztyn                                                              |  |
| 18:00      | Wyjściowe ustawienie: Bram Van den Dries 18 pkt Bartosz Bednorz 11 pkt Filip Stoilović 9 pkt Maciej Zajder 4 pkt Thomas Koelewijn 2 pkt Paweł Woicki 2 pkt Michał Potera (L) Zmiany: Miłosz Zniszczoł 7 pkt Krzysztof Bieńkowski 0 pkt | statystyki                | Wyjściowe ustawienie: 8 pkt Michał Kamiński 8 pkt Michał Żuk 5 pkt Maciej Pawliński 5 pkt Sebastian Warda 2 pkt Viaceslaw Batchkala 1 pkt Harrison Peacock (L) Jakub Peszko Zmiany: 5 pkt Mateusz Piotrowski 0 pkt Mariusz Gaca 0 pkt Tijmen Laane 0 pkt Jakub Oczko (L) Paweł Stysiał | Sędzia I: Tomasz Janik Sędzia II: Marcin Herbik Widzów: 1800 MVP: Filip Stoilović |  |

| 05.12.2015 | Effector Kielce | 3:1 (25:20, 25:19, 23:25, 25:22) | Indykpol AZS Olsztyn | Hala Legionów, Kielce                                                                 |  |
| 14:45      | Wyjściowe ustawienie: Sławomir Jungiewicz 24 pkt Mateusz Bieniek 13 pkt Krzysztof Wierzbowski 13 pkt Andreas Takvam 9 pkt Adrian Buchowski 8 pkt Michał Kędzierski 2 pkt Damian Sobczak (L) Zmiany: Marcin Komenda 1 pkt Jędrzej Maćkowiak 1 pkt Ihor Witiuk 0 pkt Szymon Biniek (L) | statystyki                       | Wyjściowe ustawienie: 21 pkt Bram Van den Dries 7 pkt Thomas Koelewijn 7 pkt Filip Stoilović 6 pkt Miłosz Zniszczoł 2 pkt Paweł Woicki 0 pkt Bartosz Bednorz (L) Michał Potera Zmiany: 10 pkt Marcin Waliński 0 pkt Krzysztof Bieńkowski 0 pkt Maciej Zajder | Sędzia I: Katarzyna Sokół Sędzia II: Piotr Król Widzów: 2200 MVP: Sławomir Jungiewicz |  |

| 09.12.2015 | Indykpol AZS Olsztyn | 3:0 (25:19, 25:17, 29:27) | BBTS Bielsko-Biała | Hala Urania, Olsztyn                                                                |  |
| 18:00      | Wyjściowe ustawienie: Bartosz Bednorz 14 pkt Bram Van den Dries 13 pkt Maciej Zajder 10 pkt Thomas Koelewijn 7 pkt Filip Stoilović 7 pkt Paweł Woicki 1 pkt Michał Potera (L) Zmiany: Krzysztof Bieńkowski 0 pkt | statystyki                | Wyjściowe ustawienie: 11 pkt Bartosz Janeczek 8 pkt Serhij Kapełuś 8 pkt Kamil Kwasowski 6 pkt Dmytro Bogdan 6 pkt Mateusz Sacharewicz 3 pkt Bartłomiej Neroj (L) Dan Lewis Zmiany: 2 pkt Marcin Wika 0 pkt Bartłomiej Krulicki 0 pkt Krzysztof Modzelewski 0 pkt Grzegorz Pilarz | Sędzia I: Jacek Broński Sędzia II: Maciej Twardowski Widzów: 1700 MVP: Paweł Woicki |  |

| 12.12.2015 | Asseco Resovia Rzeszów | 3:2 (22:25, 17:25, 25:17, 25:12, 15:10) | Indykpol AZS Olsztyn | Hala Podpromie, Rzeszów                                                              |  |
| 17:00      | Wyjściowe ustawienie: Bartosz Kurek 21 pkt Olieg Achrem 18 pkt Dmytro Paszycki 9 pkt Russell Holmes 8 pkt Nikołaj Penczew 3 pkt Fabian Drzyzga 0 pkt Krzysztof Ignaczak (L) Zmiany: Aleksander Śliwka 11 pkt Lukáš Ticháček 1 pkt Thomas Jaeschke 0 pkt Łukasz Perłowski 0 pkt Dominik Witczak 0 pkt Damian Wojtaszek (L) | statystyki                              | Wyjściowe ustawienie: 17 pkt Bartosz Bednorz 15 pkt Bram Van den Dries 10 pkt Filip Stoilović 7 pkt Maciej Zajder 6 pkt Thomas Koelewijn 1 pkt Paweł Woicki (L) Michał Potera Zmiany: 4 pkt Marcin Waliński 3 pkt Paweł Adamajtis 1 pkt Krzysztof Bieńkowski 1 pkt Miłosz Zniszczoł | Sędzia I: Andrzej Kuchna Sędzia II: Wojciech Maroszek Widzów: 4200 MVP: Olieg Achrem |  |

| 20.12.2015 | Indykpol AZS Olsztyn | 3:2 (21:25, 25:11, 16:25, 25:23, 15:13) | Lotos Trefl Gdańsk | Hala Urania, Olsztyn                                                            |  |
| 14:45      | Wyjściowe ustawienie: Bartosz Bednorz 20 pkt Bram Van den Dries 18 pkt Filip Stoilović 17 pkt Thomas Koelewijn 11 pkt Maciej Zajder 6 pkt Paweł Woicki 3 pkt Michał Potera (L) Zmiany: Marcin Waliński 2 pkt Krzysztof Bieńkowski 0 pkt | statystyki                              | Wyjściowe ustawienie: 22 pkt Mateusz Mika 12 pkt Sebastian Schwarz 12 pkt Murphy Troy 10 pkt Wojciech Grzyb 5 pkt Bartosz Gawryszewski 4 pkt Marco Falaschi (L) Piotr Gacek Zmiany: 9 pkt Damian Schulz 0 pkt Kamil Dębski 0 pkt Miłosz Hebda 0 pkt Przemysław Stępień | Sędzia I: Piotr Dudek Sędzia II: Mariusz Gadzina Widzów: 2390 MVP: Paweł Woicki |  |

| 13.01.2016 | PGE Skra Bełchatów | 1:3 (22:25, 25:20, 22:25, 27:29) | Indykpol AZS Olsztyn | Hala Energia, Bełchatów                                                        |  |
| 20:30      | Wyjściowe ustawienie: Mariusz Wlazły 20 pkt Srećko Lisinac 10 pkt Nicolas Marechal 7 pkt Andrzej Wrona 3 pkt Israel Rodríguez 2 pkt Nicolás Uriarte 2 pkt Kacper Piechocki (L) Zmiany: Facundo Conte 19 pkt Marcel Gromadowski 2 pkt Karol Kłos 2 pkt Mariusz Marcyniak 0 pkt | statystyki                       | Wyjściowe ustawienie: 21 pkt Bartosz Bednorz 17 pkt Filip Stoilović 11 pkt Thomas Koelewijn 8 pkt Paweł Adamajtis 5 pkt Maciej Zajder 4 pkt Paweł Woicki (L) Michał Potera Zmiany: 0 pkt Miłosz Zniszczoł | Sędzia I: Tomasz Janik Sędzia II: Marcin Herbik Widzów: 2500 MVP: Paweł Woicki |  |

| 16.01.2016 | Indykpol AZS Olsztyn | 0:3 (18:25, 15:25, 20:25) | ZAKSA Kędzierzyn-Koźle | Hala Urania, Olsztyn                                                                      |  |
| 17:00      | Wyjściowe ustawienie: Filip Stoilović 10 pkt Paweł Adamajtis 9 pkt Thomas Koelewijn 7 pkt Bartosz Bednorz 3 pkt Maciej Zajder 1 pkt Paweł Woicki 0 pkt Michał Potera (L) Zmiany: Marcin Waliński 5 pkt Krzysztof Gulak 1 pkt Miłosz Zniszczoł 1 pkt | statystyki                | Wyjściowe ustawienie: 16 pkt Dawid Konarski 10 pkt Kevin Tillie 9 pkt Sam Deroo 8 pkt Jurij Hładyr 2 pkt Benjamin Toniutti (L) Paweł Zatorski 0 pkt Kamil Semeniuk Zmiany: 7 pkt Łukasz Wiśniewski 1 pkt Rafał Buszek 0 pkt Grzegorz Bociek 0 pkt Grzegorz Pająk | Sędzia I: Agnieszka Michlic Sędzia II: Marek Heyducki Widzów: 2390 MVP: Benjamin Toniutti |  |

| 23.01.2016 | Łuczniczka Bydgoszcz | 3:1 (25:16, 20:25, 25:21, 25:17) | Indykpol AZS Olsztyn | Hala Łuczniczka, Bydgoszcz                                                         |  |
| 17:00      | Wyjściowe ustawienie: Kévin Klinkenberg 17 pkt Jakub Jarosz 15 pkt Michał Ruciak 9 pkt Grzegorz Kosok 8 pkt Wojciech Jurkiewicz 7 pkt Murilo Radke 3 pkt Michał Żurek (L) Zmiany: Bartosz Krzysiek 0 pkt Dawid Murek 0 pkt Nikodem Wolański 0 pkt | statystyki                       | Wyjściowe ustawienie: 17 pkt Paweł Adamajtis 14 pkt Bartosz Bednorz 9 pkt Maciej Zajder 8 pkt Thomas Koelewijn 6 pkt Filip Stoilović 3 pkt Paweł Woicki (L) Michał Potera Zmiany: 1 pkt Marcin Waliński 0 pkt Krzysztof Bieńkowski 0 pkt Miłosz Zniszczoł | Sędzia I: Andrzej Kuchna Sędzia II: Piotr Król Widzów: 2100 MVP: Kévin Klinkenberg |  |

| 01.02.2016 | Indykpol AZS Olsztyn | 1:3 (21:25, 20:25, 25:18, 33:35) | Jastrzębski Węgiel | Hala Urania, Olsztyn                                                                   |  |
| 18:00      | Wyjściowe ustawienie: Paweł Adamajtis 22 pkt Filip Stoilović 16 pkt Marcin Waliński 16 pkt Thomas Koelewijn 12 pkt Maciej Zajder 9 pkt Paweł Woicki 3 pkt Michał Potera (L) Zmiany: Krzysztof Bieńkowski 1 pkt Krzysztof Gulak 0 pkt Jakub Zabłocki (L) | statystyki                       | Wyjściowe ustawienie: 25 pkt Maciej Muzaj 15 pkt Jason De Rocco 9 pkt Damian Boruch 9 pkt Aleksander Szafranowicz 8 pkt Wojciech Sobala 4 pkt Michal Masný (L) Jakub Popiwczak Zmiany: 2 pkt Radosław Gil 1 pkt Patryk Strzeżek 1 pkt Toontje Van Lankvelt 0 pkt Marcin Bachmatiuk 0 pkt Konrad Formela 0 pkt Damian Śliż | Sędzia I: Waldemar Kobienia Sędzia II: Paweł Ignatowicz Widzów: 2150 MVP: Maciej Muzaj |  |

| 07.02.2016 | Indykpol AZS Olsztyn | 3:1 (22:25, 27:25, 27:25, 25:19) | Cuprum Lubin | Hala Urania, Olsztyn                                                                |  |
| 17:30      | Wyjściowe ustawienie: Paweł Adamajtis 22 pkt Bartosz Bednorz 22 pkt Thomas Koelewijn 16 pkt Maciej Zajder 8 pkt Paweł Woicki 3 pkt Filip Stoilović 1 pkt Michał Potera (L) Zmiany: Marcin Waliński 8 pkt Miłosz Zniszczoł 4 pkt Krzysztof Bieńkowski 0 pkt | statystyki                       | Wyjściowe ustawienie: 17 pkt Keith Pupart 15 pkt Wojciech Włodarczyk 14 pkt Mateusz Malinowski 10 pkt Marcin Możdżonek 7 pkt Marcus Böhme 0 pkt Grzegorz Łomacz (L) Paweł Rusek Zmiany: 2 pkt Łukasz Kaczmarek 1 pkt Maciej Gorzkiewicz 0 pkt Robert Täht | Sędzia I: Marek Heyducki Sędzia II: Piotr Skowroński Widzów: 1300 MVP: Paweł Woicki |  |

| 13.02.2016 | AZS Politechnika Warszawska | 3:2 (21:25, 25:11, 25:23, 22:25, 15:13) | Indykpol AZS Olsztyn | Arena Ursynów, Warszawa                                                         |  |
| 17:00      | Wyjściowe ustawienie: Michał Filip 31 pkt Guillaume Samica 19 pkt Bartłomiej Lemański 12 pkt Łukasz Łapszyński 7 pkt Waldemar Świrydowicz 6 pkt Paweł Zagumny 4 pkt Maciej Olenderek (L) Zmiany: Jakub Kowalczyk 2 pkt Krzysztof Wierzbowski 2 pkt Jan Firlej 0 pkt | statystyki                              | Wyjściowe ustawienie: 23 pkt Paweł Adamajtis 13 pkt Miłosz Zniszczoł 12 pkt Filip Stoilović 11 pkt Bartosz Bednorz 11 pkt Thomas Koelewijn 0 pkt Paweł Woicki (L) Michał Potera Zmiany: 3 pkt Maciej Zajder 0 pkt Krzysztof Bieńkowski 0 pkt Krzysztof Gulak 0 pkt Marcin Waliński | Sędzia I: Tomasz Flis Sędzia II: Paweł Burkiewicz Widzów: 800 MVP: Michał Filip |  |

| 19.02.2016 | Indykpol AZS Olsztyn | 3:2 (12:25, 25:22, 25:22, 19:25, 15:13) | Cerrad Czarni Radom | Hala Urania, Olsztyn                                                                 |  |
| 18:00      | Wyjściowe ustawienie: Bartosz Bednorz 25 pkt Thomas Koelewijn 17 pkt Paweł Adamajtis 15 pkt Filip Stoilović 11 pkt Maciej Zajder 1 pkt Paweł Woicki 0 pkt Michał Potera (L) Zmiany: Miłosz Zniszczoł 6 pkt Marcin Waliński 5 pkt Krzysztof Bieńkowski 0 pkt | statystyki                              | Wyjściowe ustawienie: 27 pkt Artur Szalpuk 15 pkt Wojciech Żaliński 10 pkt Daniel Pliński 5 pkt Bartłomiej Bołądź 5 pkt Lukas Kampa 3 pkt Bartłomiej Grzechnik (L) Neven Majstorović Zmiany: 12 pkt Zack La Cavera 4 pkt Michał Ostrowski 0 pkt Igor Grobelny 0 pkt Patryk Szczurek (L) Adam Kowalski | Sędzia I: Jacek Litwin Sędzia II: Paweł Ignatowicz Widzów: 1700 MVP: Bartosz Bednorz |  |

| 23.02.2016 | Indykpol AZS Olsztyn | 3:1 (25:21, 25:12, 22:25, 25:21) | AZS Częstochowa | Hala Urania, Olsztyn                                                              |  |
| 18:00      | Wyjściowe ustawienie: Paweł Adamajtis 20 pkt Filip Stoilović 15 pkt Bartosz Bednorz 14 pkt Thomas Koelewijn 14 pkt Miłosz Zniszczoł 9 pkt Paweł Woicki 1 pkt Michał Potera (L) Zmiany: Marcin Waliński 0 pkt Maciej Zajder 0 pkt | statystyki                       | Wyjściowe ustawienie: 19 pkt Felipe Airton Banderò 11 pkt Rafał Szymura 7 pkt Matej Patak 5 pkt Bartosz Buniak 5 pkt Łukasz Polański 3 pkt Rafael Redwitz (L) Adrian Stańczak Zmiany: 2 pkt Stanisław Wawrzyńczyk 0 pkt Bartłomiej Janus 0 pkt Tomasz Kowalski 0 pkt Kacper Stelmach | Sędzia I: Tomasz Janik Sędzia II: Marcin Herbik Widzów: 1000 MVP: Paweł Adamajtis |  |

| 27.02.2016 | MKS Będzin | 3:0 (25:23, 25:19, 25:23) | Indykpol AZS Olsztyn | Hala WS, Sosnowiec                                                                    |  |
| 18:00      | Wyjściowe ustawienie: Mateusz Piotrowski 23 pkt Jakub Peszko 9 pkt Mariusz Gaca 7 pkt Viaceslaw Batchkala 5 pkt Tyler Sanders 2 pkt Michał Żuk 0 pkt Bartosz Kaczmarek (L) Zmiany: Maciej Pawliński 3 pkt Michał Kamiński 0 pkt Tijmen Laane 0 pkt | statystyki                | Wyjściowe ustawienie: 12 pkt Paweł Adamajtis 7 pkt Miłosz Zniszczoł 5 pkt Bartosz Bednorz 4 pkt Thomas Koelewijn 4 pkt Filip Stoilović 3 pkt Paweł Woicki (L) Michał Potera Zmiany: 12 pkt Marcin Waliński 1 pkt Maciej Zajder | Sędzia I: Szymon Pindral Sędzia II: Anna Niedbał Widzów: 1100 MVP: Mateusz Piotrowski |  |

| 04.03.2016 | Indykpol AZS Olsztyn | 3:0 (25:19, 25:18, 25:22) | Effector Kielce | Hala Urania, Olsztyn                                                                       |  |
| 17:30      | Wyjściowe ustawienie: Paweł Adamajtis 16 pkt Bartosz Bednorz 15 pkt Filip Stoilović 12 pkt Miłosz Zniszczoł 11 pkt Thomas Koelewijn 5 pkt Paweł Woicki 1 pkt Michał Potera (L) Zmiany: Maciej Zajder 2 pkt | statystyki                | Wyjściowe ustawienie: 14 pkt Sławomir Stolc 9 pkt Ihor Witiuk 6 pkt Jędrzej Maćkowiak 5 pkt Andreas Takvam 3 pkt Michał Kędzierski 2 pkt Marcin Komenda (L) Damian Sobczak Zmiany: 2 pkt Andrij Orobko 1 pkt Mateusz Bieniek 0 pkt Patryk Więckowski (L) Szymon Biniek | Sędzia I: Waldemar Kobienia Sędzia II: Paweł Ignatowicz Widzów: 1500 MVP: Miłosz Zniszczoł |  |

| 10.03.2016 | BBTS Bielsko-Biała | 3:1 (26:24, 25:21, 23:25, 25:18) | Indykpol AZS Olsztyn | Hala WS, Bielsko-Biała                                                              |  |
| 18:00      | Wyjściowe ustawienie: Bartosz Janeczek 13 pkt Serhij Kapełuś 11 pkt Mateusz Sacharewicz 10 pkt Bartłomiej Krulicki 9 pkt Bartłomiej Neroj 7 pkt Marcin Wika 3 pkt Łukasz Koziura (L) Zmiany: Kamil Kwasowski 16 pkt Dan Lewis (L) | statystyki                       | Wyjściowe ustawienie: 17 pkt Paweł Adamajtis 12 pkt Miłosz Zniszczoł 9 pkt Bartosz Bednorz 8 pkt Filip Stoilović 3 pkt Thomas Koelewijn 0 pkt Paweł Woicki (L) Michał Potera Zmiany: 10 pkt Marcin Waliński 4 pkt Maciej Zajder 0 pkt Krzysztof Bieńkowski 0 pkt Leszek Wójcik (L) Jakub Zabłocki | Sędzia I: Anna Niedbał Sędzia II: Mariusz Gadzina Widzów: 800 MVP: Bartłomiej Neroj |  |

| 16.03.2016 | Indykpol AZS Olsztyn | 0:3 (23:25, 17:25, 17:25) | Asseco Resovia Rzeszów | Hala Urania, Olsztyn                                                                   |  |
| 20:30      | Wyjściowe ustawienie: Bartosz Bednorz 12 pkt Miłosz Zniszczoł 10 pkt Marcin Waliński 8 pkt Thomas Koelewijn 5 pkt Paweł Adamajtis 3 pkt Paweł Woicki 2 pkt Michał Potera (L) Zmiany: Maciej Zajder 4 pkt Leszek Wójcik 1 pkt Krzysztof Bieńkowski 0 pkt | statystyki                | Wyjściowe ustawienie: 14 pkt Bartosz Kurek 13 pkt Dmytro Paszycki 9 pkt Olieg Achrem 7 pkt Russell Holmes 2 pkt Fabian Drzyzga 1 pkt Thomas Jaeschke (L) Krzysztof Ignaczak Zmiany: 6 pkt Nikołaj Penczew 0 pkt Dawid Dryja | Sędzia I: Katarzyna Sokół Sędzia II: Zbigniew Wolski Widzów: 1800 MVP: Dmytro Paszycki |  |

| 30.03.2016 | Lotos Trefl Gdańsk | 3:1 (25:22, 25:17, 20:25, 25:17) | Indykpol AZS Olsztyn | Ergo Arena, Gdańsk                                                             |  |
| 20:30      | Wyjściowe ustawienie: Mateusz Mika 16 pkt Wojciech Grzyb 9 pkt Miłosz Hebda 5 pkt Artur Ratajczak 4 pkt Murphy Troy 4 pkt Marco Falaschi 0 pkt Piotr Gacek (L) Zmiany: Damian Schulz 25 pkt Sebastian Schwarz 3 pkt Przemysław Stępień 3 pkt Bartosz Gawryszewski 2 pkt | statystyki                       | Wyjściowe ustawienie: 19 pkt Mikko Oivanen 12 pkt Bartosz Bednorz 7 pkt Thomas Koelewijn 7 pkt Miłosz Zniszczoł 5 pkt Marcin Waliński 3 pkt Paweł Woicki (L) Michał Potera Zmiany: 12 pkt Filip Stoilović 0 pkt Krzysztof Bieńkowski | Sędzia I: Tomasz Janik Sędzia II: Anna Niedbał Widzów: 2070 MVP: Damian Schulz |  |

| 06.04.2016 | Indykpol AZS Olsztyn | 0:3 (19:25, 27:29, 23:25) | PGE Skra Bełchatów | Hala Urania, Olsztyn                                                                     |  |
| 18:00      | Wyjściowe ustawienie: Bartosz Bednorz 15 pkt Mikko Oivanen 13 pkt Thomas Koelewijn 8 pkt Miłosz Zniszczoł 6 pkt Paweł Woicki 2 pkt Marcin Waliński 1 pkt Michał Potera (L) Zmiany: Filip Stoilović 2 pkt Krzysztof Bieńkowski 0 pkt Jakub Zabłocki (L) | statystyki                | Wyjściowe ustawienie: 16 pkt Mariusz Wlazły 13 pkt Facundo Conte 9 pkt Srećko Lisinac 9 pkt Nicolas Marechal 5 pkt Karol Kłos 1 pkt Nicolás Uriarte (L) Kacper Piechocki | Sędzia I: Marek Heyducki Sędzia II: Agnieszka Michlic Widzów: 1900 MVP: Nicolas Marechal |  |

| 10.04.2016 | ZAKSA Kędzierzyn-Koźle | 3:0 (25:22, 25:21, 25:16) | Indykpol AZS Olsztyn | Hala Azoty, Kędzierzyn-Koźle                                                        |  |
| 14:45      | Wyjściowe ustawienie: Kevin Tillie 13 pkt Dawid Konarski 11 pkt Jurij Hładyr 10 pkt Rafał Buszek 9 pkt Benjamin Toniutti 1 pkt Paweł Zatorski (L) Krzysztof Rejno (L) Zmiany: Łukasz Wiśniewski 7 pkt Patryk Czarnowski 1 pkt Kamil Semeniuk 1 pkt Grzegorz Pająk 0 pkt | statystyki                | Wyjściowe ustawienie: 11 pkt Filip Stoilović 8 pkt Thomas Koelewijn 8 pkt Mikko Oivanen 6 pkt Miłosz Zniszczoł 5 pkt Bartosz Bednorz 2 pkt Paweł Woicki (L) Michał Potera Zmiany: 6 pkt Marcin Waliński 0 pkt Paweł Adamajtis 0 pkt Krzysztof Bieńkowski | Sędzia I: Marcin Herbik Sędzia II: Jarosław Makowski Widzów: 2750 MVP: Kevin Tillie |  |

#### Wyjściowe ustawienia i zmiany
| Nr                 | Imię i nazwisko      | 1      | 2      | 3      | 4      | 5      | 6      | 7      | 8      | 9      | 10     | 11     | 12     | 13     | 13     | 15     | 16     | 17     | 18     | 19     | 20     | 21     | 22     | 23     | 24     | 25     | 26     |
| ------------------ | -------------------- | ------ | ------ | ------ | ------ | ------ | ------ | ------ | ------ | ------ | ------ | ------ | ------ | ------ | ------ | ------ | ------ | ------ | ------ | ------ | ------ | ------ | ------ | ------ | ------ | ------ | ------ |
| 1                  | Marcin Waliński      | ZZ !   | Z !    | Z !    | Z !    | 6 !    | ZZ !   | ZZ !   | ZZ !   | ZZ !   | Z !    | Z !    | ZZ !   | Z !    | Z !    | 1 !    | Z !    | Z !    | Z !    | Z !    | Z !    | ZZ !   | Z !    | 1 !    | 5 !    | 1 !    | Z !    |
| 2                  | Bram Van den Dries   | 2 !    | 2 !    | 6 !    | 3 !    | 2 !    | 3 !    | 6 !    | 3 !    | 1 !    | 3 !    | 6 !    | ZZZ !  | ZZZ !  | ZZ !   | ZZZ !  | ZZZ !  | ZZZ !  | ZZZ !  | ZZZ !  | ZZZ !  | ZZZZ ! | ZZZZ ! | ZZZZ ! | ZZZZ ! | ZZZZ ! | ZZZZ ! |
| 2                  | Mikko Oivanen        | ZZZZ ! | ZZZZ ! | ZZZZ ! | ZZZZ ! | ZZZZ ! | ZZZZ ! | ZZZZ ! | ZZZZ ! | ZZZZ ! | ZZZZ ! | ZZZZ ! | ZZZZ ! | ZZZZ ! | ZZZZ ! | ZZZZ ! | ZZZZ ! | ZZZZ ! | ZZZZ ! | ZZZZ ! | ZZZZ ! | ZZZZ ! | ZZZZ ! | ZZZZ ! | 1 !    | 3 !    | 3 !    |
| 3                  | Maciej Ostaszyk      | ZZZ !  | ZZZ !  | ZZZ !  | ZZZ !  | ZZZ !  | ZZ !   | ZZZ !  | ZZZ !  | ZZZ !  | ZZZ !  | ZZZ !  | ZZZ !  | ZZZ !  | ZZZ !  | ZZZ !  | ZZZ !  | ZZZ !  | ZZZ !  | ZZZ !  | ZZZ !  | ZZZ !  | ZZZ !  | ZZZ !  | ZZ !   | ZZ !   | ZZZ !  |
| 4                  | Piotr Szostek        | ZZZ !  | ZZZ !  | ZZZ !  | ZZZ !  | ZZ !   | ZZ !   | ZZZ !  | ZZZ !  | ZZZ !  | ZZZ !  | ZZZ !  | ZZZ !  | ZZZ !  | ZZZ !  | ZZZ !  | ZZZ !  | ZZZ !  | ZZZ !  | ZZZ !  | ZZZ !  | ZZZ !  | ZZZ !  | ZZZ !  | ZZZ !  | ZZZ !  | ZZZ !  |
| 5                  | Miłosz Zniszczoł     | 1 !    | 1 !    | 5 !    | Z !    | Z !    | Z !    | Z !    | 2 !    | ZZ !   | Z !    | ZZ !   | Z !    | Z !    | Z !    | ZZ !   | Z !    | 2 !    | Z !    | 2 !    | 2 !    | 6 !    | 1 !    | 2 !    | 6 !    | 2 !    | 2 !    |
| 6                  | Filip Stoilović      | 6 !    | 6 !    | 4 !    | 1 !    | Z !    | 1 !    | 4 !    | 1 !    | 5 !    | 1 !    | 4 !    | 1 !    | 6 !    | 5 !    | 4 !    | 1 !    | 1 !    | 1 !    | 1 !    | 1 !    | 5 !    | 6 !    | ZZ !   | Z !    | Z !    | 1 !    |
| 7                  | Bartosz Bednorz      | 3 !    | 3 !    | 1 !    | 4 !    | 3 !    | 4 !    | 1 !    | 4 !    | 2 !    | 4 !    | 1 !    | 4 !    | 3 !    | 2 !    | ZZZ !  | 4 !    | 4 !    | 4 !    | 4 !    | 4 !    | 2 !    | 3 !    | 4 !    | 2 !    | 4 !    | 4 !    |
| 8                  | Krzysztof Gulak      | ZZ !   | ZZ !   | ZZ !   | Z !    | ZZ !   | ZZ !   | ZZ !   | ZZ !   | ZZ !   | ZZ !   | ZZ !   | ZZ !   | Z !    | ZZ !   | Z !    | ZZ !   | Z !    | ZZ !   | ZZ !   | ZZ !   | ZZ !   | ZZ !   | ZZ !   | ZZ !   | ZZ !   | ZZZ !  |
| 9                  | Paweł Adamajtis      | ZZ !   | ZZZ !  | Z !    | ZZZ !  | ZZZ !  | ZZ !   | ZZ !   | ZZ !   | ZZ !   | Z !    | ZZ !   | 3 !    | 2 !    | 1 !    | 6 !    | 3 !    | 3 !    | 3 !    | 3 !    | 3 !    | 1 !    | 2 !    | 3 !    | ZZ !   | ZZ !   | Z !    |
| 10                 | Michał Głowacki      | ZZZ !  | ZZZ !  | ZZZ !  | ZZZ !  | ZZZ !  | ZZ !   | ZZZ !  | ZZZ !  | ZZZ !  | ZZZ !  | ZZZ !  | ZZ !   | ZZZ !  | ZZZ !  | ZZZ !  | ZZZ !  | ZZZ !  | ZZZ !  | ZZ !   | ZZ !   | ZZZ !  | ZZZ !  | ZZZ !  | ZZZ !  | ZZZ !  | ZZZ !  |
| 11                 | Maciej Zajder        | ZZ !   | ZZ !   | Z !    | 2 !    | 1 !    | 2 !    | 5 !    | Z !    | 6 !    | 2 !    | 5 !    | 2 !    | 1 !    | 6 !    | 5 !    | 2 !    | Z !    | 2 !    | Z !    | Z !    | Z !    | Z !    | Z !    | ZZZ !  | ZZZ !  | ZZZ !  |
| 12                 | Paweł Woicki         | 5 !    | 5 !    | 3 !    | 6 !    | 5 !    | 6 !    | 3 !    | 6 !    | 4 !    | 6 !    | 3 !    | 6 !    | 5 !    | 4 !    | 3 !    | 6 !    | 6 !    | 6 !    | 6 !    | 6 !    | 4 !    | 5 !    | 6 !    | 4 !    | 6 !    | 6 !    |
| 13                 | Krzysztof Bieńkowski | Z !    | Z !    | Z !    | Z !    | Z !    | Z !    | Z !    | Z !    | Z !    | Z !    | Z !    | ZZZ !  | ZZZ !  | Z !    | Z !    | Z !    | Z !    | Z !    | ZZZ !  | ZZZ !  | ZZ !   | Z !    | Z !    | Z !    | Z !    | Z !    |
| 14                 | Michał Potera        | L      | L      | L      | L      | L      | L      | L      | L      | L      | L      | L      | L      | L      | L      | L      | L      | L      | L      | L      | L      | L      | L      | L      | L      | L      | L      |
| 15                 | Thomas Koelewijn     | 4 !    | 4 !    | 2 !    | 5 !    | 4 !    | 5 !    | 2 !    | 5 !    | 3 !    | 5 !    | 2 !    | 5 !    | 4 !    | 3 !    | 2 !    | 5 !    | 5 !    | 5 !    | 5 !    | 5 !    | 3 !    | 4 !    | 5 !    | 3 !    | 5 !    | 5 !    |
| 16                 | Hubert Jankuniec     | ZZZ !  | ZZZ !  | ZZZ !  | ZZZ !  | ZZZ !  | ZZ !   | ZZZ !  | ZZZ !  | ZZZ !  | ZZZ !  | ZZZ !  | ZZZ !  | ZZ !   | ZZZ !  | ZZZ !  | ZZZ !  | ZZZ !  | ZZZ !  | ZZZ !  | ZZZ !  | ZZZ !  | ZZZ !  | ZZZ !  | ZZZ !  | ZZZ !  | ZZZ !  |
| 17                 | Jakub Zabłocki       | ZZ !   | ZZ !   | ZZ !   | ZZ !   | ZZ !   | ZZ !   | ZZ !   | ZZ !   | ZZ !   | ZZ !   | ZZ !   | ZZ !   | ZZZ !  | ZZ !   | Z !    | ZZ !   | ZZ !   | ZZ !   | ZZ !   | ZZ !   | ZZ !   | Z !    | ZZ !   | ZZ !   | Z !    | ZZ !   |
| 18                 | Leszek Wójcik        | ZZ !   | ZZ !   | ZZ !   | ZZ !   | ZZ !   | ZZ !   | ZZZ !  | ZZZ !  | ZZ !   | ZZZ !  | ZZ !   | ZZ !   | ZZ !   | ZZ !   | ZZ !   | ZZ !   | ZZ !   | ZZ !   | ZZ !   | ZZ !   | ZZ !   | Z !    | Z !    | ZZZ !  | ZZZ !  | ZZZ !  |
| 19                 | Tomasz Koziatek      | ZZZ !  | ZZZ !  | ZZZ !  | ZZZ !  | ZZZ !  | ZZ !   | ZZZ !  | ZZZ !  | ZZZ !  | ZZZ !  | ZZZ !  | ZZZ !  | ZZZ !  | ZZZ !  | ZZZ !  | ZZZ !  | ZZZ !  | ZZZ !  | ZZZ !  | ZZZ !  | ZZZ !  | ZZZ !  | ZZZ !  | ZZZ !  | ZZZ !  | ZZ !   |
|                    |                      |        |        |        |        |        |        |        |        |        |        |        |        |        |        |        |        |        |        |        |        |        |        |        |        |        |        |
| Miejsce meczu      | Miejsce meczu        | D      | W      | W      | D      | W      | W      | D      | W      | D      | W      | D      | W      | D      | W      | D      | D      | W      | D      | D      | W      | D      | W      | D      | W      | D      | W      |
| Wynik meczu        | Wynik meczu          | Z      | P      | P      | Z      | P      | Z      | Z      | P      | Z      | P      | Z      | Z      | P      | P      | P      | Z      | P      | Z      | Z      | P      | Z      | P      | P      | P      | P      | P      |
| Pozycja po kolejce | Pozycja po kolejce   | 2      | 7      | 8      | 8      | 9      | 7      | 7      | 8      | 7      | 8      | 7      | 6      | 8      | 8      | 8      | 8      | 8      | 8      | 8      | 8      | 8      | 8      | 8      | 8      | 9      | 9      |

Legenda:
| – | zawodnicy w wyjściowym ustawieniu (cyfra oznacza strefę, w której rozpoczynali mecz) |
|   | zawodnicy wchodzący na zmiany                                                        |
| L | libero                                                                               |

|  | zawodnicy, którzy znaleźli się w meczowym składzie, ale nie weszli na boisko w trakcie meczu |
|  | zawodnicy, którzy nie znaleźli się w meczowym składzie                                       |
|  | zawodnicy, którzy nie byli w danej chwili zgłoszeni do rozgrywek                             |

### Faza playoff

#### Wyniki spotkań

##### Mecze o 9. miejsce
| 14.04.2016 | Łuczniczka Bydgoszcz | 3:0 (28:26, 25:20, 25:23) | Indykpol AZS Olsztyn | Hala Łuczniczka, Bydgoszcz                                                     |  |
| 19:00      | Wyjściowe ustawienie: Łukasz Wiese 16 pkt Michał Ruciak 12 pkt Grzegorz Kosok 9 pkt Wojciech Jurkiewicz 7 pkt Kévin Klinkenberg 6 pkt Murilo Radke 3 pkt Michał Żurek (L) Zmiany: Jakub Jarosz 0 pkt Nikodem Wolański 0 pkt | statystyki                | Wyjściowe ustawienie: 17 pkt Bartosz Bednorz 11 pkt Mikko Oivanen 5 pkt Thomas Koelewijn 4 pkt Filip Stoilović 3 pkt Miłosz Zniszczoł 2 pkt Paweł Woicki (L) Michał Potera Zmiany: 6 pkt Marcin Waliński 4 pkt Paweł Adamajtis 0 pkt Krzysztof Bieńkowski | Sędzia I: Marcin Herbik Sędzia II: Tomasz Janik Widzów: 1120 MVP: Łukasz Wiese |  |

| 20.04.2016 | Indykpol AZS Olsztyn | 3:1 (25:19, 22:25, 25:23, 25:16) | Łuczniczka Bydgoszcz | Hala Urania, Olsztyn                                                                  |  |
| 18:00      | Wyjściowe ustawienie: Marcin Waliński 24 pkt Bartosz Bednorz 16 pkt Miłosz Zniszczoł 13 pkt Mikko Oivanen 11 pkt Thomas Koelewijn 7 pkt Paweł Woicki 1 pkt Michał Potera (L) Zmiany: Paweł Adamajtis 2 pkt Krzysztof Bieńkowski 2 pkt Filip Stoilović 1 pkt | statystyki                       | Wyjściowe ustawienie: 17 pkt Łukasz Wiese 13 pkt Grzegorz Kosok 10 pkt Jakub Jarosz 9 pkt Michał Ruciak 8 pkt Wojciech Jurkiewicz 0 pkt Murilo Radke (L) Michał Żurek Zmiany: 3 pkt Kévin Klinkenberg 0 pkt Dawid Murek 0 pkt Nikodem Wolański | Sędzia I: Waldemar Niemczura Sędzia II: Marek Budzik Widzów: 800 MVP: Marcin Waliński |  |

| 21.04.2016 | Indykpol AZS Olsztyn | 2:3 (25:15, 25:23, 18:25, 23:25, 12:15) | Łuczniczka Bydgoszcz | Hala Urania, Olsztyn                                                              |  |
| 18:00      | Wyjściowe ustawienie: Bartosz Bednorz 24 pkt Marcin Waliński 15 pkt Mikko Oivanen 13 pkt Thomas Koelewijn 11 pkt Miłosz Zniszczoł 10 pkt Paweł Woicki 1 pkt Michał Potera (L) Zmiany: Paweł Adamajtis 2 pkt Krzysztof Bieńkowski 0 pkt Filip Stoilović 0 pkt | statystyki                              | Wyjściowe ustawienie: 20 pkt Jakub Jarosz 9 pkt Grzegorz Kosok 9 pkt Łukasz Wiese 6 pkt Wojciech Jurkiewicz 5 pkt Kévin Klinkenberg 0 pkt Murilo Radke (L) Michał Żurek Zmiany: 15 pkt Michał Ruciak 5 pkt Nikodem Wolański 3 pkt Dawid Murek | Sędzia I: Piotr Skowroński Sędzia II: Anna Niedbał Widzów: 550 MVP: Michał Ruciak |  |

#### Wyjściowe ustawienia i zmiany
| Nr            | Imię i nazwisko      | ŁB1   | ŁB2   | ŁB3   |
| ------------- | -------------------- | ----- | ----- | ----- |
| 1             | Marcin Waliński      | Z !   | 1 !   | 1 !   |
| 2             | Mikko Oivanen        | 4 !   | 3 !   | 3 !   |
| 3             | Maciej Ostaszyk      | ZZ !  | ZZ !  | ZZ !  |
| 4             | Piotr Szostek        | ZZZ ! | ZZZ ! | ZZZ ! |
| 5             | Miłosz Zniszczoł     | 3 !   | 2 !   | 2 !   |
| 6             | Filip Stoilović      | 2 !   | Z !   | Z !   |
| 7             | Bartosz Bednorz      | 5 !   | 4 !   | 4 !   |
| 8             | Krzysztof Gulak      | ZZ !  | ZZ !  | ZZ !  |
| 9             | Paweł Adamajtis      | Z !   | Z !   | Z !   |
| 10            | Michał Głowacki      | ZZZ ! | ZZZ ! | ZZZ ! |
| 11            | Maciej Zajder        | ZZZ ! | ZZZ ! | ZZZ ! |
| 12            | Paweł Woicki         | 1 !   | 6 !   | 6 !   |
| 13            | Krzysztof Bieńkowski | Z !   | Z !   | Z !   |
| 14            | Michał Potera        | L     | L     | L     |
| 15            | Thomas Koelewijn     | 6 !   | 5 !   | 5 !   |
| 16            | Hubert Jankuniec     | ZZZ ! | ZZZ ! | ZZZ ! |
| 17            | Jakub Zabłocki       | ZZ !  | ZZ !  | ZZ !  |
| 18            | Leszek Wójcik        | ZZZ ! | ZZ !  | ZZ !  |
| 19            | Tomasz Koziatek      | ZZZ ! | ZZZ ! | ZZZ ! |
| Miejsce meczu | Miejsce meczu        | W     | D     | D     |
| Wynik meczu   | Wynik meczu          | P     | Z     | P     |

Legenda:
| – | zawodnicy w wyjściowym ustawieniu (cyfra oznacza strefę, w której rozpoczynali mecz) |
|   | zawodnicy wchodzący na zmiany                                                        |
| L | libero                                                                               |

|  | zawodnicy, którzy znaleźli się w meczowym składzie, ale nie weszli na boisko w trakcie meczu |
|  | zawodnicy, którzy nie znaleźli się w meczowym składzie                                       |
|  | zawodnicy, którzy nie byli w danej chwili zgłoszeni do rozgrywek                             |